# Grande Tribolazione

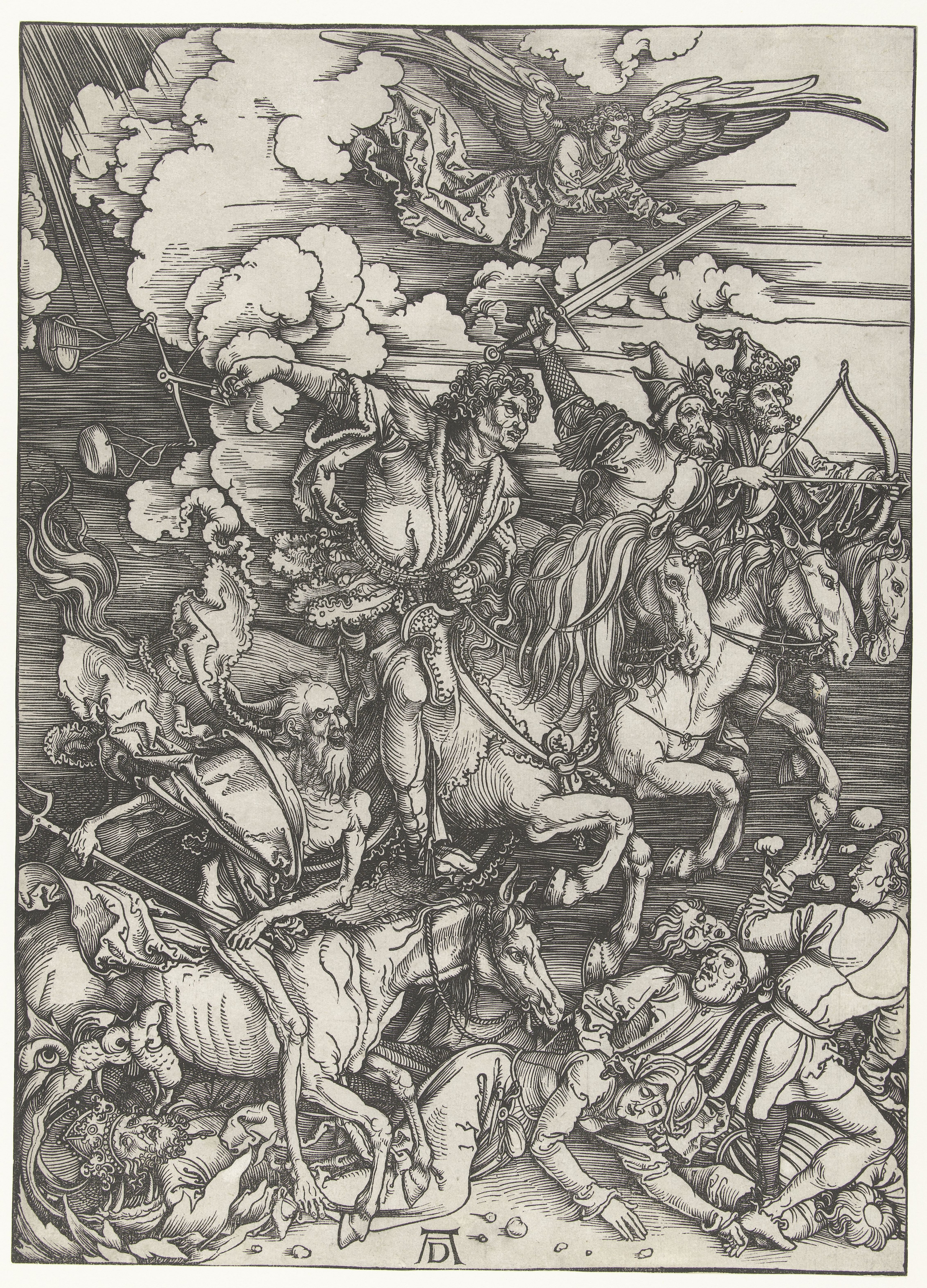
Xilografia dei quattro Cavalieri dell'Apocalisse.

Nell'escatologia cristiana, la Grande Tribolazione (in greco antico: θλῖψις μεγάλη?, thlîpsis megálē) è un periodo di tre anni e mezzo e che viene anche menzionato da Gesù nel Discorso dell'uliveto come un segno che sarebbe avvenuto nel tempo della fine.
In Apocalisse 7:14, "la Grande Tribolazione" è usata per indicare il periodo di cui parla Gesù. Matteo 24:21 e 29 usa la tribolazione (in greco antico: θλίβω?) in un contesto che denota le afflizioni di coloro che sono messi a dura prova dall'assedio e dalle calamità della guerra.

## Interpretazioni
I cristiani non sono d'accordo sul fatto se la Tribolazione sarà un periodo relativamente breve di grandi difficoltà prima della fine del mondo e della Seconda Venuta di Cristo; o è già avvenuto, essendo avvenuto nel 70 d.C. quando le legioni romane assediarono Gerusalemme e ne distrussero il tempio.
Tuttavia, a seconda dell'interpretazione dei testi escatologici, anche la Grande Tribolazione viene interpretata in modo diverso. Esso infatti può essere:
- un momento simbolico;
- un evento del passato (ad esempio la persecuzione dei cristiani);
- un giudizio divino sugli ebrei attraverso la conquista di Gerusalemme nel 70 sotto Tito;[4]
- un evento che accadrà in un futuro prossimo o lontano – in questa variante la durata di questo periodo è di sette anni.

Quest'ultima visione gioca un ruolo essenziale, sia nella teologia che nell'immaginario dei credenti, nel premillenarismo, ossia la teoria del ritorno di Gesù Cristo prima del Regno Millenario, e soprattutto nel dispensazionalismo, ossia la dottrina delle diverse epoche bibliche. Ci sono tre interpretazioni all'interno del premillenarismo che riguardano la relazione tra la Grande Tribolazione e il Rapimento dei credenti o la Seconda Venuta di Gesù Cristo:
- Dottrina del pre-rapimento o pre-tribolazionismo: i credenti saranno rapiti prima che inizi la Grande Tribolazione. Questa visione è particolarmente diffusa nel sistema di insegnamento dispensazionalista;
- I cristiani saranno rapiti a metà tribolazione, cioè dopo tre anni e mezzo;
- Dottrina del post-rapimento o post-tribolazionismo: i cristiani sperimentano tutto il periodo della Tribolazione e in seguito vengono rapiti dottrina post-rapimento o post-tribolazionismo).

Alcuni autori insegnano il "rapimento parziale". Qui si suppone che solo i ferventi cristiani saranno rapiti prima della tribolazione, mentre gli altri dovranno attraversare la tribolazione per purificarsi e la maggior parte di loro subirà il martirio.
Vari autori cristiani si riferiscono solo alla seconda metà del periodo della tribolazione come alla “Grande Tribolazione”. Si fa una distinzione tra la “tribolazione” (sette anni) e la “grande tribolazione” (gli ultimi tre anni e mezzo). Il contesto è che gli eventi descritti nella Bibbia diventano ancora più drammatici nella seconda parte.

### Secondo i Testimoni di Geova
La grande tribolazione sarà il periodo più difficile della storia dell umanità di durata relativamente breve ma non precisato (Matteo 24:21)  avrà inizio quando una coalizione di nazioni, sotto l'egidia delle Nazioni Unite (la bestia feroce di colore scarlatto in rivelazione o apocalisse) attaccherà e distruggerà l impero mondiale della religione che verrà eliminata completamente e definitivamente(rivelazione 17:15-18). La grande tribolazione si concluderà alla guerra di Armaghedon, quando Geova eliminerà, insieme al malvagio governante di questo "mondo" o sistema di cose (Giovanni 12:31) il restante sistema politico/commerciale (Daniele 2:44).